# Сергей Аксаков
Сергей Тимофеевич Аксаков (1 октомври 1791, Уфа – 12 май 1859, Москва) е руски писател и обществен деец, литературен и театрален критик. Рисува живота на руското дворянство от XVIII век. Баща на Иван Аксаков и Константин Аксаков.
В края на 30-те години на XIX век Сергей Аксаков е сред първите руски общественици, които започват да насочват вниманието на обществото към  славянската идея, обръщайки особено внимание на българския народ. Той убеждава Руската академия да подкрепи Юрий Венелин за осъществяване на пътуването му из България и Румъния.

## Творчество
- „Семейна хроника“ – 1856 г.
- „Детските години на Багров-внук“ – 1858 г.
- „Аленото цвете“ – 1858 г.